# Levocetirizin
Levocetirizin ist ein Arzneistoff aus der Gruppe der Antihistaminika, der zur symptomatischen Behandlung allergischer Erkrankungen eingesetzt wird. Stereochemisch ist Levocetirizin das aktive Enantiomer (Eutomer) des Cetirizins.
Levocetirizin wurde erstmals Anfang 2001 durch die belgische Firma UCB als wirksamer Bestandteil eines Arzneimittels unter dem Namen Xusal in den Handel gebracht. Die Erstzulassung erfolgte in Deutschland. Levocetirizin wurde Ende März 2019 aus der Rezeptpflicht entlassen.

## Klinische Angaben

### Anwendungsgebiete (Indikationen)
Levocetirizin ist zur symptomatischen Behandlung der allergischen Rhinitis und lang andauernder idiopathischer Nesselsucht zugelassen.
Eine Überlegenheit gegenüber der Muttersubstanz Cetirizin hinsichtlich der Wirksamkeit lässt sich für Levocetirizin aufgrund des Fehlens von Vergleichsstudien bislang nicht eindeutig belegen, auch wenn einzelne Untersuchungen darauf hindeuten.

### Unerwünschte Wirkungen (Nebenwirkungen)
- Häufig: Kopfschmerzen, Somnolenz, Mundtrockenheit, Müdigkeit.
- Gelegentlich: Abgeschlagenheit, Bauchschmerzen.
- Selten: Überempfindlichkeitsreaktionen inklusive Anaphylaxie, Dyspnoe, Übelkeit, Quincke-Ödem, Juckreiz, Hautausschlag, Urtikaria, Gewichtszunahme, Palpitationen, Sehstörungen, Hepatitis, erhöhte Leberfunktionstests, Aggressivität, Erregung, epileptische Anfälle, Muskelschmerzen.

### Handelsnamen
Levocetirizin ist der wirksame Bestandteil der folgenden Arzneimittel: Xusal (DE), Xyzall (AT),  Xyzal (CH) und diverser Generika (D, A, CH).